# Luis Giannattasio
Luis Giannattasio Finocchietti, né en 1894 à Montevideo et mort en 1965 à Punta del Este, est un ingénieur et homme d'État uruguayen.
Il est le président de l’Uruguay du 1er mars 1964 au 7 février 1965 (Conseil national du gouvernement).

## Biographie
Membre du Parti national, il est sénateur et ministre des Travaux publics.